# Guillaume II des Barres
Pour les articles homonymes, voir Barres.

Guillaume II des Barres (né vers 1160 et mort en 1234) est un grand chevalier français des  XIIe et XIIIe siècles. Attaché au service du roi Philippe-Auguste, il joue un rôle déterminant, d'après le chroniqueur Guillaume le Breton, lors de la bataille de Bouvines.

## Maison des Barres

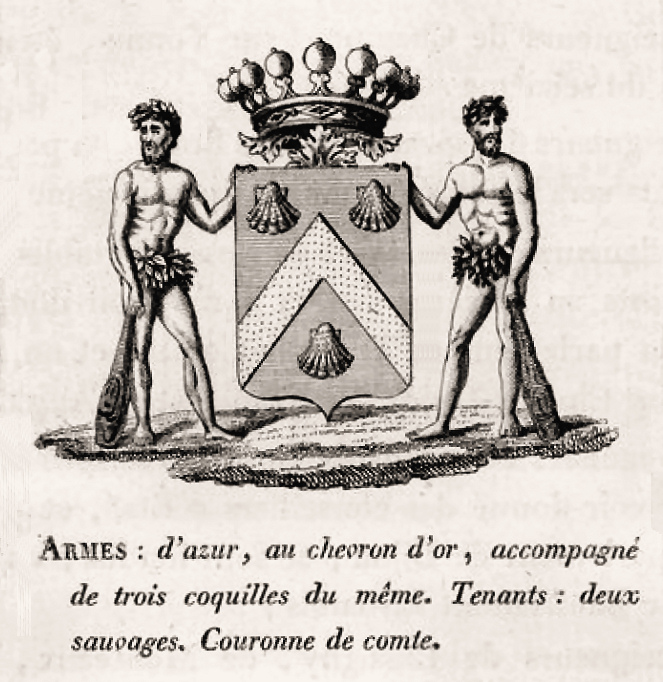
Armes des comtes des Barres, XVIIe siècle.

Guillaume II des Barres est un membre important de la maison des Barres dont le berceau remonte aux premiers siècles de la chevalerie .
Le patronyme des Barres, d'après Étienne Pattou, serait dû au « mur » défensif qui entourait la rive droite de Paris . 

Ce mur était composé de différents domaines de la petite noblesse au service du roi, qui faisaient obstacle à d'éventuels agresseurs.
Parmi les membres de cette petite noblesse, la maison des Barres. Elle est issue d'une souche commune, originaire des confins de la Brie et de la Champagne, qui comporte au moins huit branches distinctes. La branche principale, celle des seigneurs d'Oissery, portera Guillaume II et subsistera jusqu'à la fin du XIVe siècle ; d'autres branches, où on trouve notamment les comtes des Barres dureront jusqu'aux  XVIIe et XVIIIe siècles .

## Famille des «Guillaume des Barres»

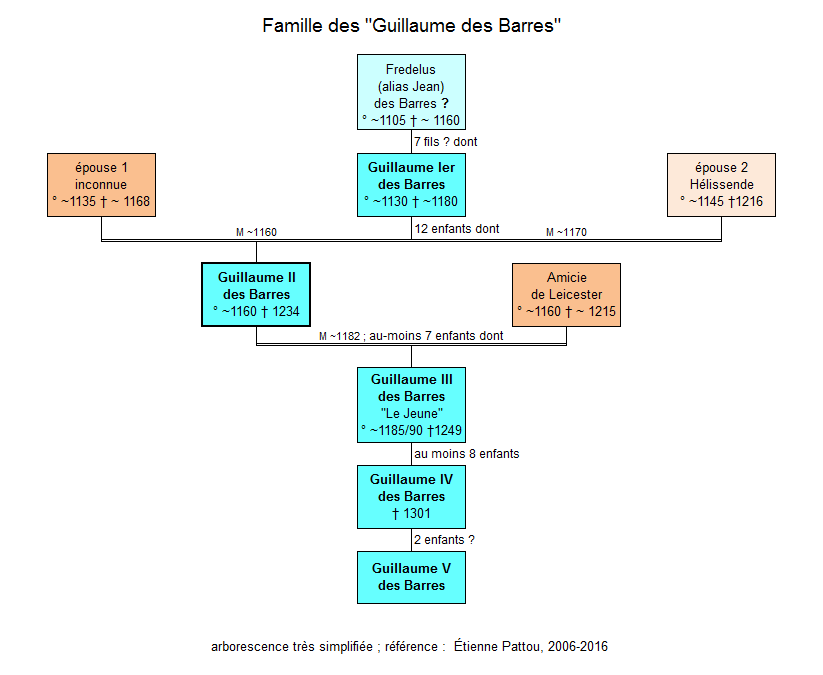
Les cinq "Guillaume des Barres".

Armes actuelles d'Oissery, inspiré d'un sceau des seigneurs des Barres.

Pour différencier les différents membres de la famille portant le nom de « Guillaume des Barres », certains généalogistes — pas toujours d'accord sur la numérotation —  leur ont donné un numéro chronologique allant jusqu'à cinq pour Étienne Pattou. Ainsi, Guillaume II est-il un fils de Guillaume Ier, et Guillaume III sera un fils de Guillaume II. Malgré cette distinction, il est parfois difficile, à travers les sources documentaires, de différencier les uns des autres.
Guillaume Ier des Barres, semble être le quatrième des sept fils supposés de Fredelus (alias Jean) mort vers 1160, seigneur d'Oissery au nord-ouest de Meaux, près de Dammartin, dans l'ancien pays de Multien. Guillaume, né vers 1130 et mort entre 1177 et 1180/82, est seigneur de différentes localités, autour d'Oissery, allant jusqu'à Crouy-sur-Ourcq, ainsi que de La Ferté-Alais…
Il sera chevalier du roi Louis VII et participe aux croisades vers 1180. Deux épouses successives lui donneront douze enfants, dont Guillaume II.
Guillaume II des Barres, né vers 1160 et mort en 1233, fils de la première femme (inconnue) de Guillaume Ier est l'objet de cette page. Il aura de sept à dix enfants dont Guillaume III.
Guillaume III des Barres « Le Jeune », chevalier, est comte de Chalon. Il participe à la croisade des albigeois et notamment à la bataille de Muret en 1213, etc. Croisé, il meurt à Chypre en 1249. Il sera père d'au moins huit enfants, dont Guillaume IV …

## Biographie

### Généalogie
Guillaume (° ~1160, † 22-23/03/1233) est né de Guillaume Ier et de mère inconnue suivant les sources généalogiques. Son père, a servi le roi Louis VII le Jeune. Parmi les Barres, un des plus célèbres est son oncle (ou son frère), Evrard des Barres, maître des Templiers de 1147 à 1151.
Vers 1182-1188, il prend pour épouse la veuve de Simon de Montfort (1117-1181), Amicie de Leicester (?-1215/1222 ?). Il devient donc le beau-père de Simon IV de Montfort, qui mènera la croisade des albigeois au début du XIIIe siècle.

De ce mariage naitront de sept à dix enfants dont Guillaume III dit « Le jeune » qui participera à la bataille de Muret, pendant la croisade des albigeois.

### Titres et armes

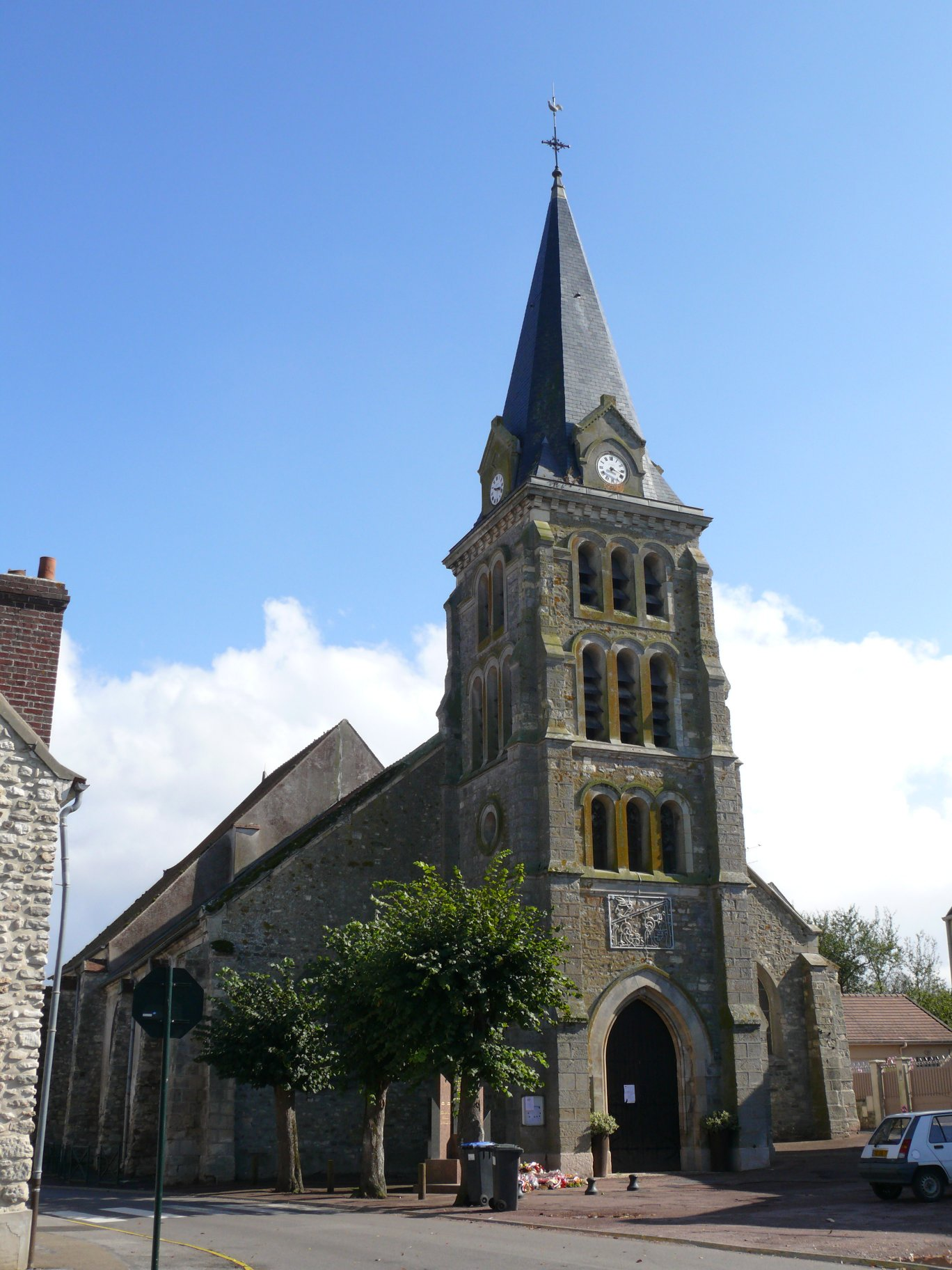
L'église (XIIe siècle) d'Oissery, seigneurie de la famille des « Guillaume des Barres ».

Guillaume II des Barres est un membre de la famille des seigneurs d'Oissery (Seine-et-Marne), dans l'ancien pays de Multien.

#### Titres
Il est chevalier et seigneur d'Oissery en 1179. Il est aussi seigneur de Forfry, Saint-Pathus, Marchemoret, Silly, Ognes, Gondreville, Les Bordes (?), La Ferté-Alais, Courdimanche… Pour Saint-Pathus, il est vassal du comte de Champagne à qui il doit trois à quatre mois de garde (vers l'an 1200) ; plus tard, lui ou son fils, est inscrit vers 1250 comme vassal de Thibault le Chansonnier pour les fiefs de Saint-Pathus, Marchemoret et Silly.

Il est aussi comte titulaire de Rochefort.

Certains auteurs lui attribuent le titre de comte de Chalon ; il n'en sera que l'administrateur temporaire, le titulaire sera son fils Guillaume III.

Il est dit aussi grand sénéchal du Roi Philippe-Auguste, ce qui est mis en doute par Léopold Delisle dès 1866, surtout que Philippe-Auguste a supprimé l'office en 1191.

#### Armes
Son blason est celui des Barres, seigneurs d'Oissery : « Blasonnement losangé d'or et de gueule » ; ce dernier est représenté sur la miniature du rouleau mortuaire de Guillaume (voir infra).
Il existe trois sceaux qui peuvent éventuellement lui être attribués :

- le premier, daté de 1177, peut appartenir à son père, Guillaume Ier ou a lui-même ; Il est décrit et justifié sur la page de Guillaume Ier des Barres ;
- le deuxième est un sceau au nom de Guillaume des Barres, appendu à un acte daté des années 1200 par défaut et conservé aux Archives nationales[13]. Il serait plutôt à attribuer à son fils Guillaume III ; sa description est donnée sur la page de Guillaume III des Barres ;
- le troisième, qui lui est attribué par Grésy[14], est daté par ce dernier de 1222. Il pourrait lui appartenir en propre ; il est décrit ci-après.

Ce troisième sceau a beaucoup souffert. L'empreinte, en cire verte avec double corde de soie rouge, représente un château, à trois tours crénelées, accosté de deux fleurs de lis. Sa légende latine est la suivante : « +S[IGI]LLY[M WIL]LELM[I DE BARRI]S ».

Son contre-sceau porte l'écu losangé des Barres d'Oissery avec la légende « +S' WILLELM DE BARRIS ».

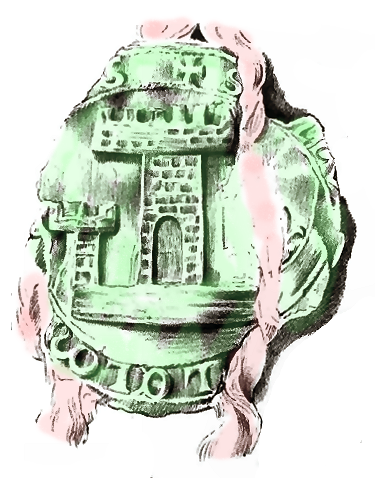
Empreinte du sceau supposé de Guillaume daté de 1222.
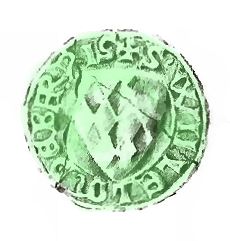
Son contre-sceau aux armes des Barres d'Oissery.

### Le chevalier
Il est l'un des plus grands capitaines attachés au jeune roi Philippe Auguste (1165-1223) et l'un des chefs de sa cavalerie légère ; il l'accompagnera dans toutes ses expéditions.

Homme de grande taille, d'après Guillaume Le Breton (chroniqueur), il s'impose rapidement comme un chevalier possédant toutes les valeurs requises et chantées par les trouvères et troubadours. « Il se fait une telle réputation de bravoure et de loyauté que les chroniqueurs et les historiens de son temps le surnomment le brave des braves, l'Achille de son temps. ».
En 1186, c'est sa première apparition au siège de Châtillon ; il est le premier à monter sur les murailles, mettant en fuite les assiégés terrifiés qui vont bientôt se renfermer dans la citadelle.
En 1187, près de Mantes, sur la colline de Pongebœuf, au cours d'un combat contre Richard Cœur de Lion, alors comte d'Anjou, il parvient à mettre à terre deux grands seigneurs, Guillaume d'Aubigny puis Ranulph de Chichester, avant que Richard « n'enfonce son épée jusqu'à la garde dans le flanc du cheval de son ennemi »… 
En 1188, le 11 août, lors du siège de Châteauroux, le comte Richard capture le chevalier français. Prisonnier sur parole, Guillaume s'enfuit néanmoins, violant aux yeux de ses ennemis, les règles de la chevalerie.
En 1191, Guillaume des Barres suit le roi de France à la Croisade. Richard Cœur de Lion, devenu roi d'Angleterre en 1189, s'est également croisé. Les deux hommes se retrouvent à Messine. Lors d'une joute, le roi Richard manque d'être jeté à terre par son ancien ennemi, Guillaume. Sa colère est telle qu'il exige du roi de France des mesures contre son adversaire.

Durant cette croisade, et après le départ de Philippe Auguste, Guillaume des Barres reste en Terre Sainte avec le détachement français mis au service du roi Richard. Sa valeur guerrière lors de la campagne, et notamment lors de la bataille d'Arsouf, entraîne une réconciliation entre les deux hommes.
En 1197, Philippe Auguste visite avec une petite troupe les frontières de son royaume, dans le Vexin normand. Surpris par les troupes de Jehan, futur roi d'Angleterre, il se réfugie à Gisors, mais Guillaume, qui accompagne le roi, est pris par l'adversaire et présenté à Jehan comme le roi Philippe ; découvrant la méprise de ses troupes, Jehan lui rend la liberté, dit-on, sans rançon.
À partir de 1200, il accompagne le roi Philippe dans son entreprise de dislocation de l'empire Plantagenêt alors entre les mains de Jean sans Terre. Il participe notamment au siège de Château-Gaillard aux Andelys..
En 1203, Philippe Auguste réunit à son armée le comte de Boulogne et Guillaume des Barres à la tête d'un corps nombreux de troupes françaises et de routiers et les envoya vers Pontorson (Manche), près du Mont-saint-Michel ainsi qu'à Mortagne (Orne), « où ils eurent la gloire de participer à la conquête de la Normandie ».
En 1204, il est nommé à la tête d’une armée par Philippe Auguste. Cette armée est composée des 400 chevaliers de Guy de Thouars et d'un nombre inconnu de  mercenaires sous les ordres de Lupicaire fraîchement rallié à la cause du roi de France. Il charge cette armée de contrôler la zone de Mortain à la limite entre la Normandie et la Bretagne.

### Bouvines

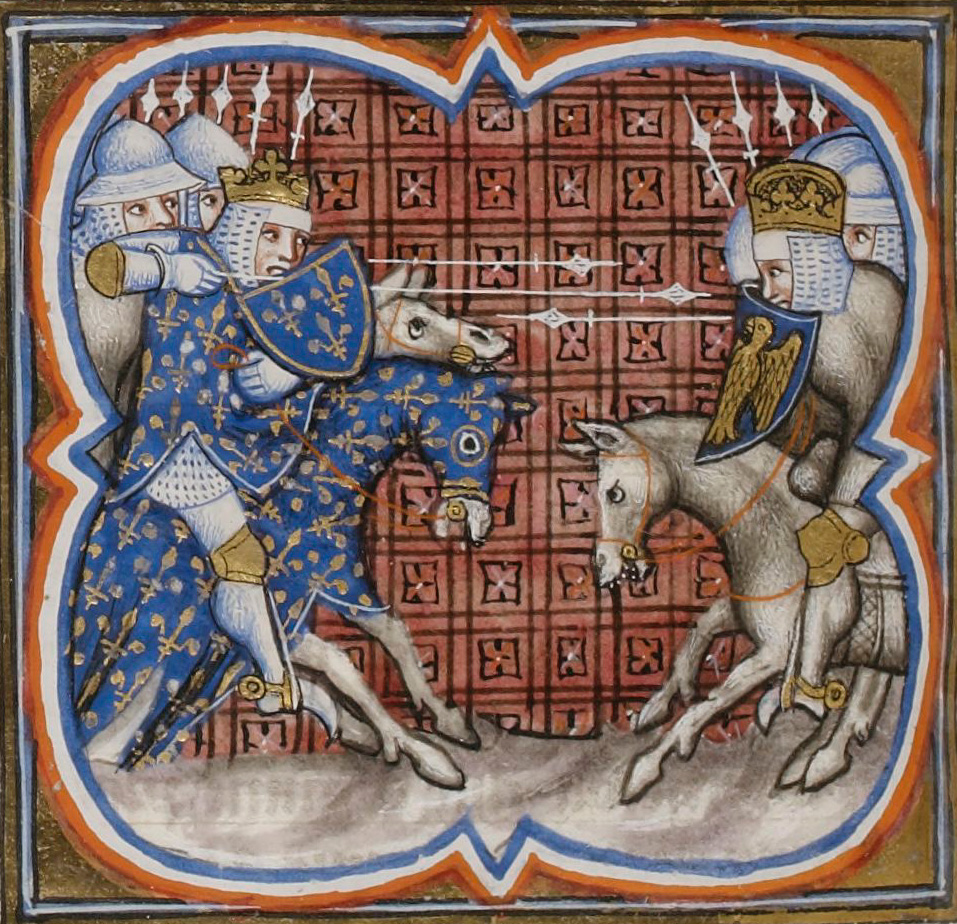
Bataille de Bouvines.

Le 27 juillet 1214, a lieu la bataille de Bouvines. Les belligérants sont d'un côté le royaume de France de Philippe Auguste et de l'autre le Saint-Empire romain germanique d' Otton IV, le Royaume d'Angleterre à la tête duquel se trouve le comte de Salisbury, frère naturel de Jean sans Terre, et le Comté de Flandre de Ferrand de Flandre.
L'armée royale comprend trois batailles dont au centre celle menée par Philippe Auguste et ses principaux chevaliers dont Guillaume II des Barres.

Lors de l'affrontement, décrit dans le chant onzième de La Philippide par le chroniqueur Guillaume le Breton, les exploits de Guillaume des Barres sont cités à de nombreuses reprises.
- dans une furieuse mêlée, Philippe Auguste est envoyé à terre ; il ne doit son salut qu'à l'intervention de Guillaume qui, avec ses compagnons chevalier s'interposent entre le roi et ses ennemis dont Otton[25] ;
- poursuivant son intervention, Barre « fait rage contre eux » et poursuit Otton. Il le rejoint et le désarçonne en blessant à mort son destrier, mais un de ses chevaliers s'interpose et Otton prend la fuite[26] ;
- entouré d'une multitude d'ennemis, le cheval de Guillaume est abattu, ce dernier se retrouve à terre et il ne doit son salut qu'à « l'arrivée de Thomas de Saint-Valery suivi de deux mille hommes de pied. Tout aussitôt le chevalier des Barres s'élance sur un cheval et le pousse en avant »[27]…

L'église Saint-Pierre de Bouvines est aujourd'hui décorée de vingt-et-un vitraux modernes illustrant chacun un moment de la bataille. Les faits d'armes de Guillaume décrits plus haut y sont illustrés.

Faits d'armes de Guillaume des Barres
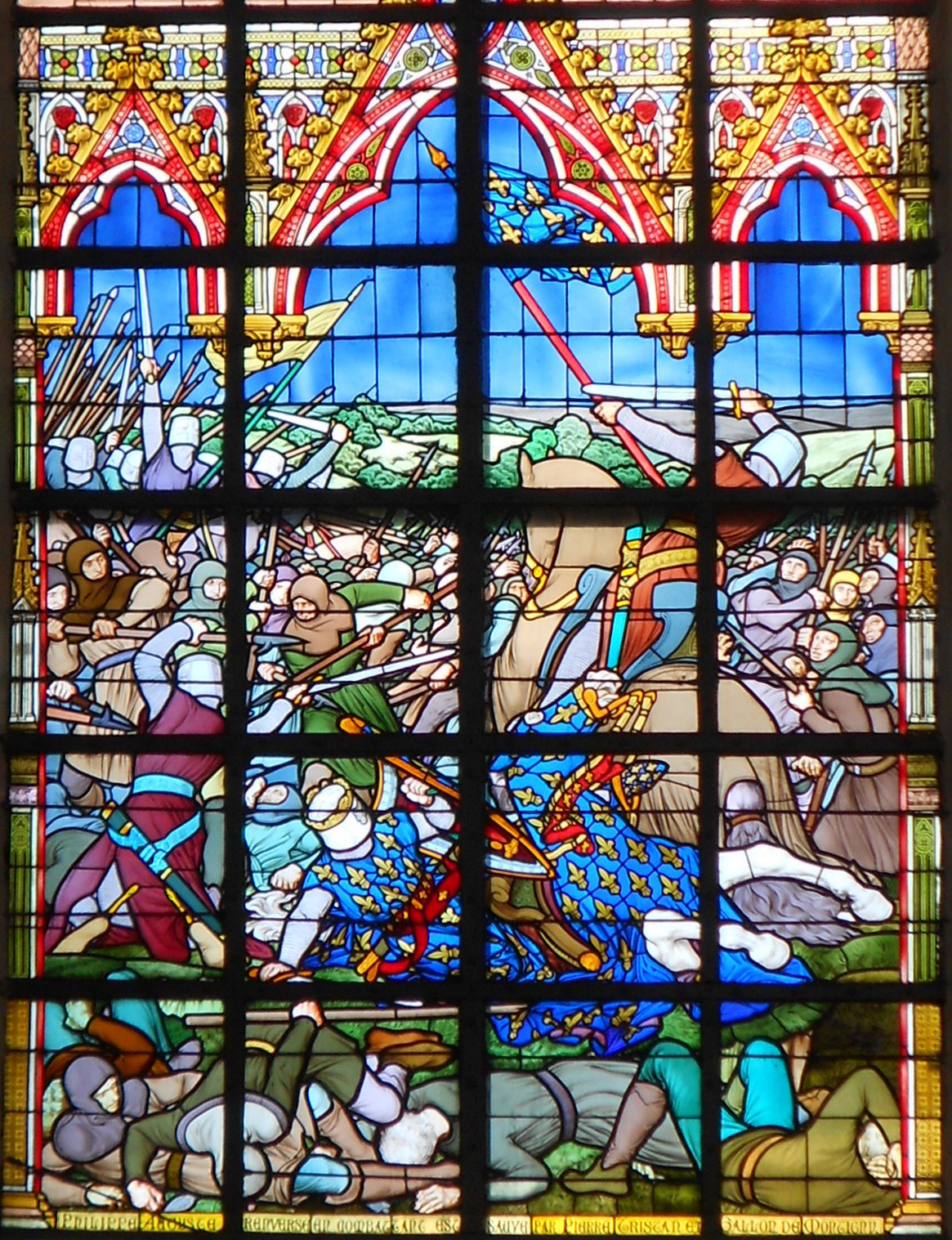
Philippe-Auguste est sauvé par des chevaliers et Guillaume des Barres repousse l'ennemi.
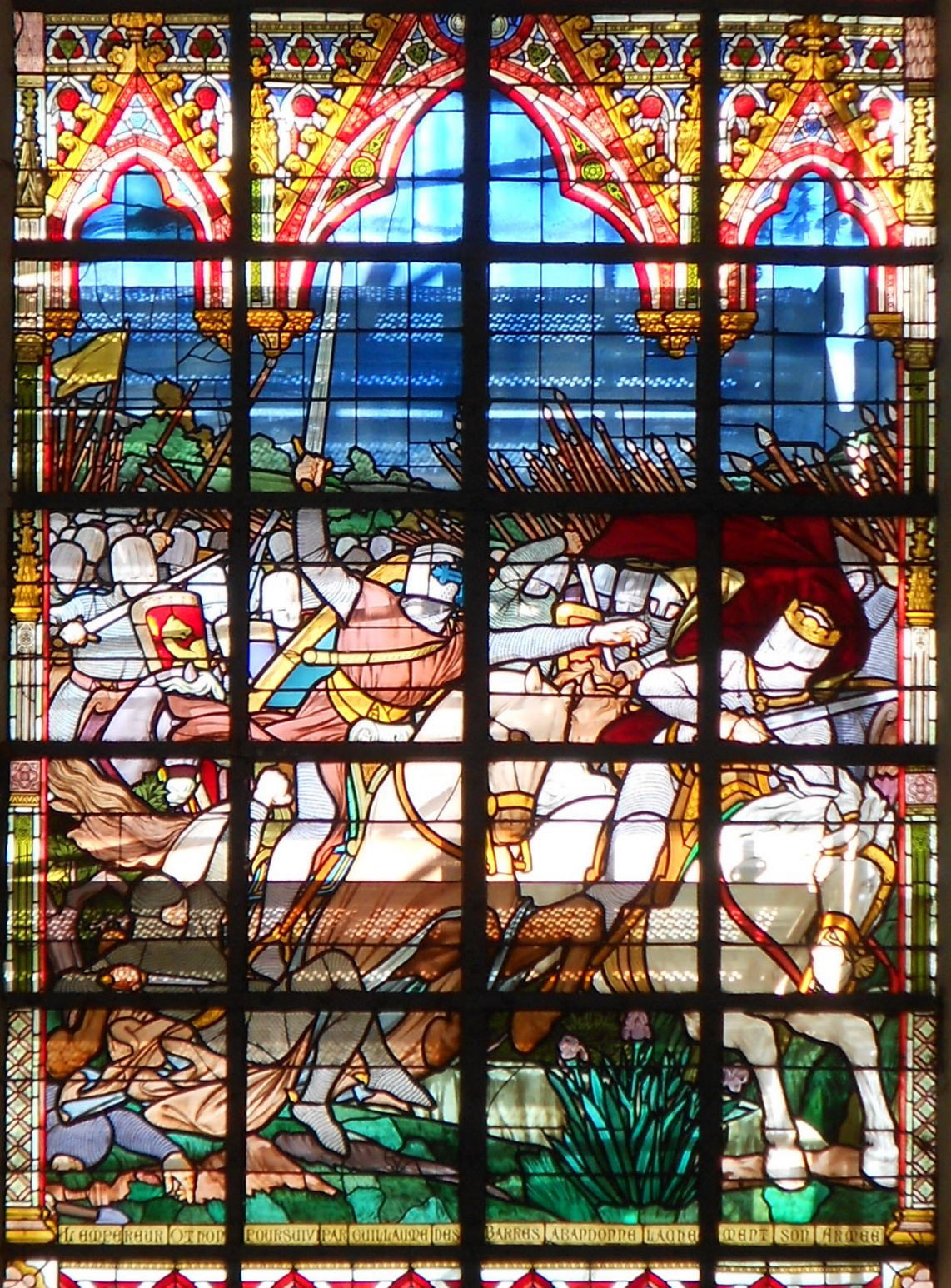
L'empereur Otton s'enfuit, poursuivi par Guillaume des Barres.
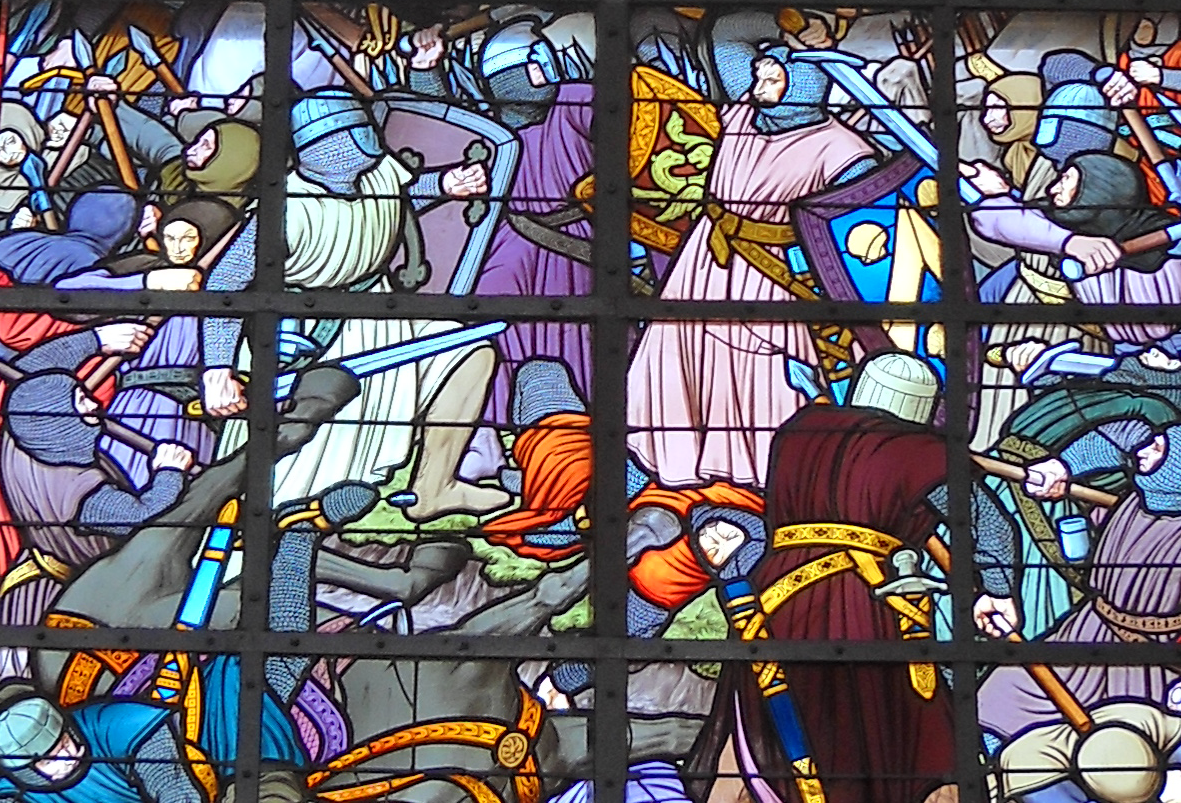
Thomas de Saint Valery vient à la rescousse de Guillaume des Barres.

Quelque temps après la bataille, au mois de septembre, à Chinon, Philippe Auguste fait une trêve avec Jean sans Terre. Cet acte est signé par différents seigneurs dont Guillaume.

### Les dernières années
À la mort de Philipe Auguste, en 1223, son fils et successeur Louis VIII récompense le « vieux » Guillaume pour les services rendus à son père, dont il était de son conseil privé. Il lui octroie une pension de trois cents livres parisis sur ses prévôtés de Paris et de Crépy-en-Valois. Il lui accorde en outre « droit de pêche dans ses viviers d'Antilly et droit de chasse dans la forêt de Retz » .
C'est dans ces années-là, après son veuvage, probablement vers 1225, qu'il se retire au prieuré de Fontaines-les-Nonnes, appartenant à l'ordre de Fontevraud, et situé à Douy-la-Ramée, dans la proximité immédiate d'Oissery.
Il entretenait un lien particulier et affectif avec ce prieuré.

Il y fit, avec d'autres membres de sa famille, de nombreux dons dans les années 1182, 1194, 1213, 1214.

En 1212, la prieure de Fontaines est une Mathilde ? des Barres, et les filles de Guillaume, Alipe et Amicie, y seront sœurs professes, Alipe devenant elle aussi prieure.
Guillaume y meurt, auprès de ses deux filles, le 23 février 1234, vers l'âge de 74 ans. Ceci est avéré à travers un rouleau mortuaire à son nom et subsistant à la fin du XIXe siècle.

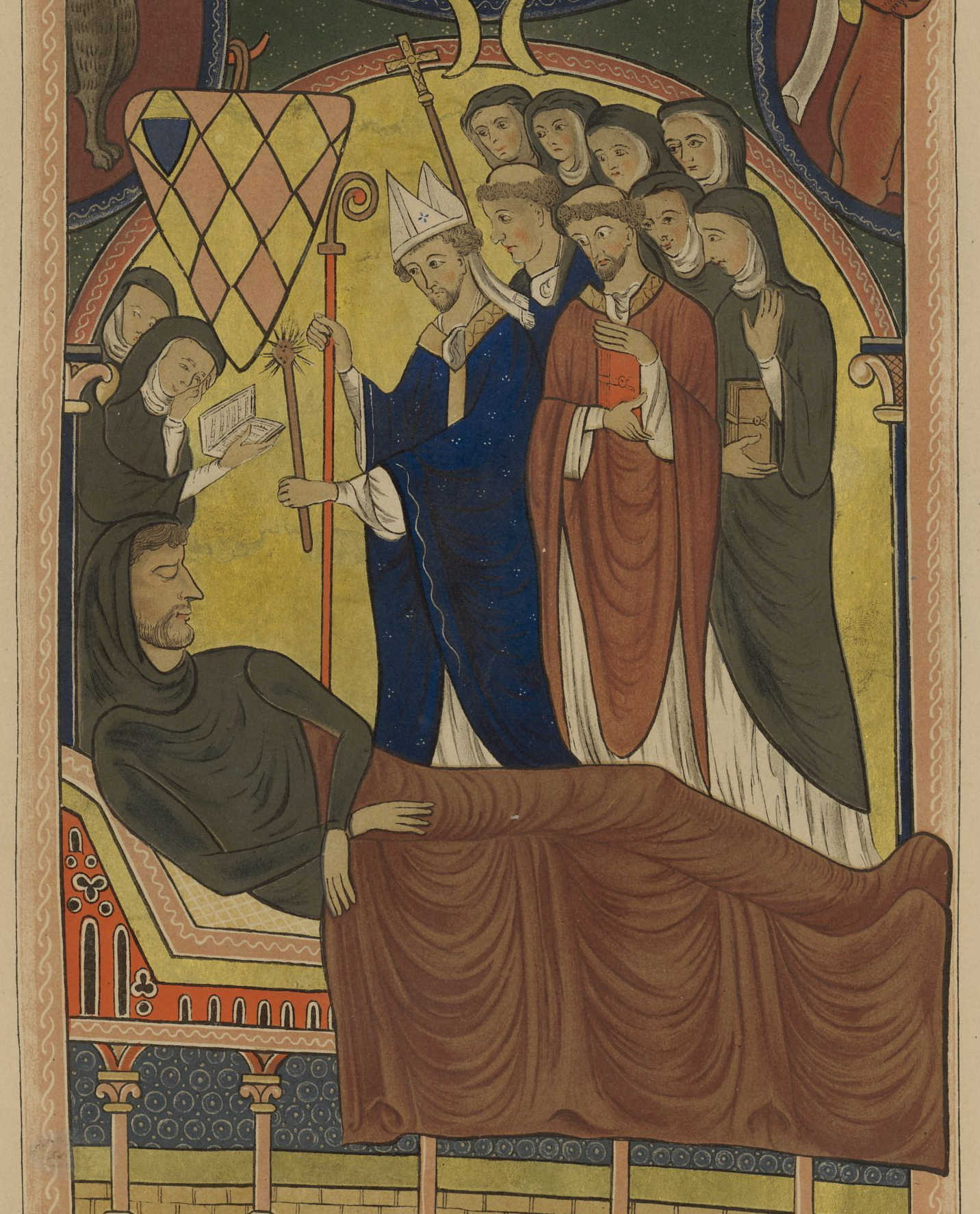
Guillaume sur son lit de mort (détail).

En tête de ce rouleau, « on voit une miniature représentant Guillaume étendu sur un lit et l'évêque de Meaux, alors Pierre III de Cuisy, suivi de toute la communauté de Fontaines, qui vient jeter de l'eau bénite sur le corps du défunt.». Sur la gauche de l'image, au chevet de Guillaume, se trouvent représentées deux religieuses supposées être ses deux filles ; plus haut, le blason de Guillaume occupe une place importante…
Après la miniature, viennent l'encyclique, puis, pour finir, les titres funèbres des communautés ecclésiastiques qui ont accueilli le rouleau. Elles sont au nombre de 216 et elles ont laissé parfois un commentaire intéressant sur Guillaume. C'est aussi dans cette partie que l'on trouve le dessin à la plume représentant Guillaume en costume de guerre (voir supra). Ce dessin original est rehaussé de quelques couleurs sur la hampe de sa lance (vermillon) et sur ses paumettes.
À la fin de son ouvrage sur Guillaume des Barres, M. Gresy traite de sa sépulture.

La dépouille mortelle de Guillaume est inhumée dans le chœur de l'église Sainte-Marie du domaine du prieuré. Sur le tombeau, était couchée la statue du défunt. Lors d'une rénovation de l'église, en 1788, le cercueil de plomb est déplacé et la pierre tombale s'est retrouvée plus tard utilisée comme borne sur la route conduisant au moulin de Fontaines. Depuis, elle a trouvé une nouvelle place dans la petite chapelle Saint-Jean, grâce au nouvel acquéreur du domaine, dans les années 1885-1890,.

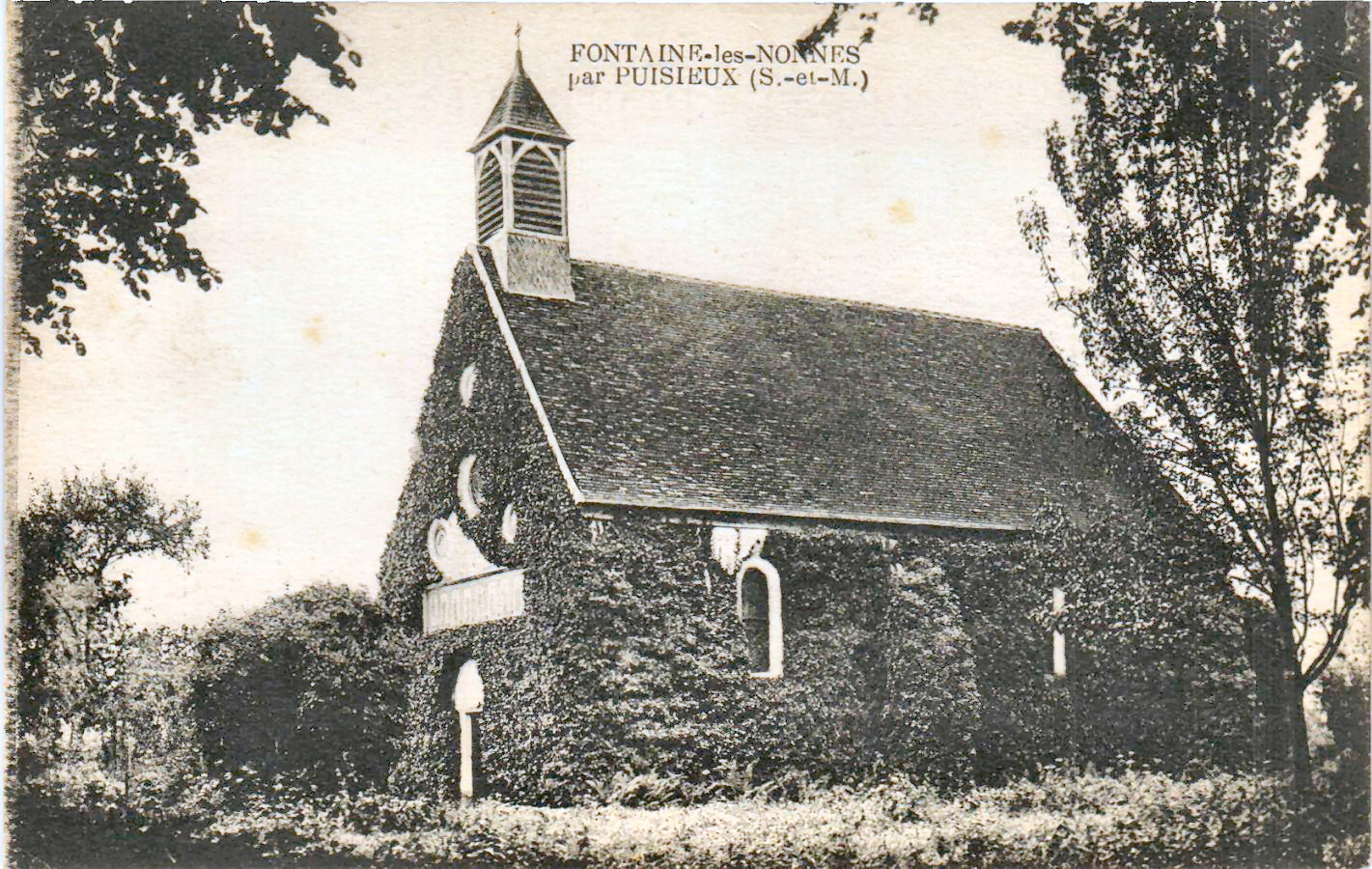
La chapelle de Fontaine-les-Nonnes (1).
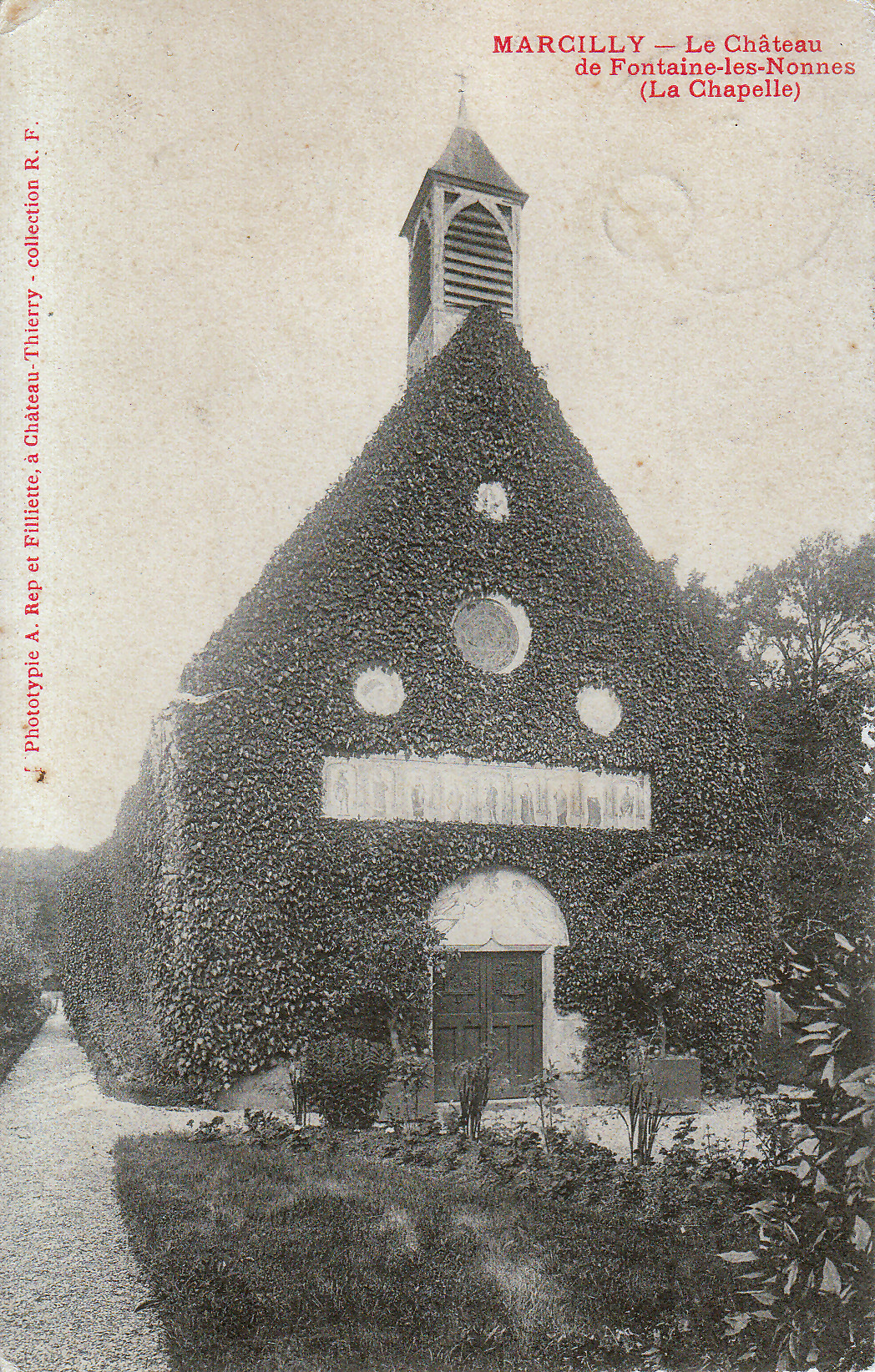
La chapelle de Fontaine-les-Nonnes (2).
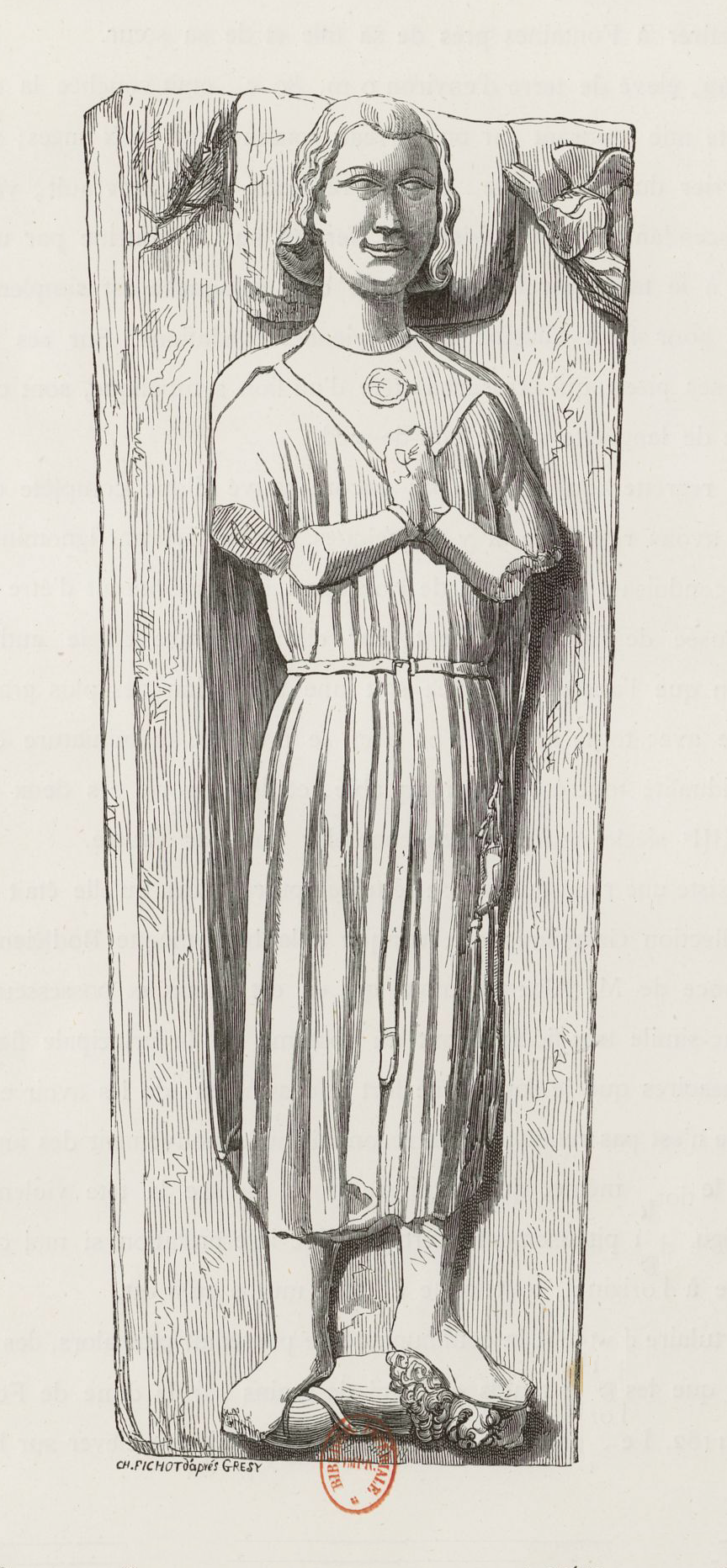
Gravure (1865) du gisant de Guillaume.
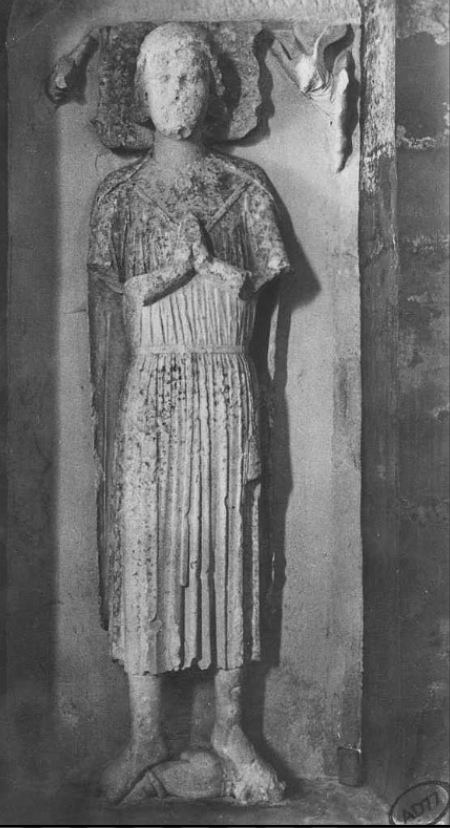
Gisant de Guillaume datant du  XIIIe siècle.